# Manuel de Cañas-Trujillo y Sánchez
Manuel de Cañas-Trujillo y Sánchez (El Puerto de Santa María, 16 de gener de 1777 – Madrid, 20 de desembre de 1850) va ser un militar i polític espanyol, ministre durant la minoria d'Isabel II d'Espanya.

## Biografia
Ingressà a l'Armada Espanyola en 1791 com a guardiamarina i a bord del Conquistador va participar en el desembarcament de Toló (1793) i ascendí a alferes de fragata. De 1794 a 1802 va combatre contra els britànics i fou ascendit a alferes de navili. El 1804 va ascendir a tinent de fragata i fou destinat a Amèrica del Sud, on va combatre la revolta de Francisco de Miranda; en 1811 fou ascendit a tinent de navili i el 1816 a capità de fragata. El 1821 fou destinat a l'Havana i en 1823 fou destinat a Cadis. En 1825 ascendí ca capità de navili i en 1862 fou enviat a Cuba a combatre els insurgents.
El 1830 fou ascendit a brigadier i en 1833 nomenat comandant general de l'arsenal de la Carraca. En 1836 va ser nomenat comandant general del departament de Cartagena. La Junta Revolucionària el va nomenar més tard comandant general de les forces navals de la costa cantàbrica, amb posterior ascens a cap d'esquadra, i participà en el setge de Bilbao. En desembre de 1837 va ser ministre de Marina, Comerç i Ultramar en el gabinet del comte d'Ofalia, ocupant el càrrec fins a setembre de 1838. Aleshores fou nomenat comandant de la posta de l'Havana fins a 1845, quan fou nomenat comandant del Departament de Cadis. En 1846 va ascendir a tinent general i nomenat conseller reial. En 1849 va ser designat senador vitalici del Regne.